# Niemiecka Akademia Państwa i Prawa
Niemiecka Akademia Państwa i Prawa im. Waltera Ulbrichta (Deutsche Akademie für Staats- und Rechtswissenschaft „Walter Ulbricht” – DASR) – była instytucja NRD z siedzibą w Poczdamie. Funkcjonowała jako instytucja edukacyjna dla kadry kierowniczej w aparacie państwowym, administracji, sądownictwie i służbie dyplomatycznej NRD. Była to zarówno instytucja naukowa, uczelnia z prawem przeprowadzania przewodów doktorskich i postępowań habilitacyjnych, jak i placówka szkoleniowa. W 1991 akademia stała się częścią Uniwersytetu Poczdamskiego.
Kilkakrotnie zmieniano jej zadania, jak i nazwę. Pierwszą niemiecką wyższą uczelnią zarządzania była DASR, przemianowana po śmierci Waltera Ulbrichta w 1973 w Akademię Państwa i Prawa NRD (Akademie für Staats- und Rechtswissenschaft der DDR – ASR). Tej akademii nie należy mylić z inną funkcjonującą także w Poczdamie w owym czasie Szkołę Wyższą Ministerstwa Bezpieczeństwa Państwowego NRD (Hochschule des Ministeriums für Staatssicherheit).

## Historia
Poprzedniczką tej uczelni była utworzona w 1948 w Forst Zinna Niemiecka Akademia Administracji (Deutsche Verwaltungsakademie). W 1950 akademii nadano imię Waltera Ulbrichta. DVA została połączona w 1953 z założoną w 1952 Niemiecką Wyższą Szkołą Prawa (Deutsche Hochschule für Justiz) w Poczdamie-Babelsbergu. W 1959 włączono też do niej Niemiecki Instytut Prawa (Deutsches Institut für Rechtswissenschaft).
Wraz z powołaniem akademii pojawiła się konkurencyjna uczelnia odpowiadająca dotychczasowym wydziałom prawa uniwersytetów. Była pod bezpośrednią kontrolą polityczną partii rządzącej i wraz ze swoim upolitycznionym nauczaniem wkrótce stała się jedną ze „szkół partyjnych” SED.
W pierwszych latach głównym zadaniem, było szkolenie kadry kierowniczej. Kwalifikacja wstępna na uczelnię nie była warunkiem rozpoczęcia dwuletnich studiów, które można było ukończyć również w trybie zaocznym. Pod koniec tego uzyskiwano stopnień absolwenta studiów politologicznych.
W latach 1953–1963 edukacja prawna była w centrum uwagi kierownictwa państwa. Po wprowadzeniu w 1963 „Nowego ekonomicznego systemu planowania i zarządzania” (Neues Ökonomisches System der Planung und Leitung – NÖSPL) na uczelni zakończono szkolenia prawników; pozostawiono jedynie możliwość przeprowadzania przewodów doktorskich i postępowań habilitacyjnych. Następnie uczelnia szkoliła kadry kierownicze w zakresie funkcjonowania aparatu państwowego, szkolenia członków służby dyplomatycznej oraz prowadziła badania naukowe.
Instytucja została następnie podporządkowana bezpośrednio Radzie Ministrów NRD. Została podzielona na trzy instytuty.
- Instytut Prawa i Badań Państwowych (Institut für rechts- und staatswissenschaftliche Forschung)
- Instytut Podwyższania Kwalifikacji Kadr Kierowniczych Instytucji Państwowych (Institut für Weiterbildung leitender Mitarbeiter staatlicher Organe)
- Instytut Stosunków Międzynarodowych (Institut für Internationale Beziehungen)

W trakcie restrukturyzacji systemu edukacji zadania akademii zostały rozszerzone o „formę akademii”. Stała się centralną instytucją badawczą w dziedzinie prawa i nauk politycznych. Ta priorytetowa rola zakończyła się w 1973 wraz z utworzeniem instytucji państwowych i prawnych w Akademii Nauk NRD. W związku ze zmianami w sektorze szkolnictwa wyższego w NRD akademia została również zrestrukturyzowana. Została podzielona na cztery sekcje:
- Teorii państwa socjalistycznego i jego prawa (Theorie des sozialistischen Staates und seines Rechts)
- Naukowych podstaw całego systemu socjalistycznego przywództwa państwa (wissenschaftliche Grundlagen des Gesamtsystems der sozialistischen staatlichen Führung)
- Socjalistycznej administracji wymiarem sprawiedliwości (sozialistische Rechtspflege)
- Zagadnień prawnych dotyczących centralnego planowania i zarządzania gospodarką socjalistyczną przez państwo (Rechtsfragen der zentralen Planung und Leitung der sozialistischen Volkswirtschaft durch den Staat)

## Struktura w latach 80.
To dostosowanie do struktur uniwersyteckich zostało później porzucone. W latach 80. istniały trzy sekcje:
- Marksizmu-leninizmu (Marxismus-Leninismus)
- Prawa konstytucyjnego i administracji publicznej (Staatsrecht und staatliche Leitung)
- Prawa karnego, cywilnego, pracy i rolnego (Straf-, Zivil-, Arbeits- und Agrarrecht)

oraz cztery instytuty:
- Stosunków międzynarodowych (Internationale Beziehungen)
- Teorii państwa i prawa (Staats- und Rechtstheorie)
- Prawa obcego i prawa porównawczego (Ausländisches Recht und Rechtsvergleichung)
- Organizacji zarządzania i techniki biurowej (Verwaltungsorganisation und Bürotechnik)

W trakcie dalszej edukacji absolwenci wywodzący się z aparatu państwowego powinni co dwa lata uczęszczać na miesięczny kurs. Pod koniec swojej działalności akademia zaoferowała czteroletni dyplom uniwersytecki. Możliwe było także szkolenie zaoczne.
Akademia dysponowała biblioteką z 350 000 tomów.
W 1990 r. uczelnia zmieniła nazwę na Wyższą Szkołę Prawa i Zarządzania w Poczdamie-Babelsbergu (Hochschule für Recht und Verwaltung Potsdam-Babelsberg); w 1991 uczelnię włączono do struktury Uniwersytetu Poczdamskiego.